# Солов'ї (Якшур-Бодьїнський район)
Солов'ї́ (рос. Соловьи) — присілок в Якшур-Бодьїнському районі Удмуртії, Росія.
Населення — 1 особа (2010; 0 в 2002).

## Урбаноніми[4]
- вулиці — Лісова, Уральська